# Saint-Vivien-de-Médoc
Saint Vivien de Medoc là một xã thuộc tỉnh Gironde trong vùng Aquitaine tây nam nước Pháp. Xã này nằm ở khu vực có độ cao trung bình 11 mét trên mực nước biển.
It is located approximately 75 km (46 miles) northwest of Bordeaux.